# Campeonato Sul-Americano de Atletismo de 1949
O Campeonato Sul-Americano de Atletismo de 1949 foi organizado pela CONSUDATLE entre os dias 16 a 24 de abril na cidade de Lima, no Peru. Foram disputadas 32 provas, tendo como destaque a Argentina com 35 medalhas no total. 

## Medalhistas

### Masculino
| Evento                 | Ouro                             | Ouro    | Prata                         | Prata   | Bronze                       | Bronze  |
| ---------------------- | -------------------------------- | ------- | ----------------------------- | ------- | ---------------------------- | ------- |
| 100 metros             | Gerardo Salazar · Peru           | 10.7    | Aroldo da Silva · Brasil      | 10.7    | Mario Fayos · Uruguai        | 10.8    |
| 200 metros             | Mario Fayos · Uruguai            | 21.7    | Fernando Lapuente · Argentina | 22.2    | Alberto Triulzi · Argentina  | 22.5    |
| 400 metros             | Gustavo Ehlers · Chile           | 49.5    | Rosalvo Ramos · Brasil        | 49.8    | Antonio Pocovi · Argentina   | 50.0    |
| 800 metros             | Hugo Ponce · Argentina           | 1:56.6  | Nilo Riveros · Argentina      | 1:56.8  | Agenor da Silva · Brasil     | 1:57.2  |
| 1 500 metros           | Hugo Nuttini · Chile             | 4:01.2  | Melchor Palmeiro · Argentina  | 4:02.5  | Oscar Gauharou · Argentina   | 4:03.3  |
| 3 000 metros           | Raúl Inostroza · Chile           | 8:49.2  | Melchor Palmeiro · Argentina  | 8:50.3  | Oscar Moreira · Uruguai      | 8:50.6  |
| 5 000 metros           | Ricardo Bralo · Argentina        | 15:02.8 | Oscar Moreira · Uruguai       | 15:04.7 | Raúl Inostroza · Chile       | 15:18.8 |
| 10 000 metros          | Ricardo Bralo · Argentina        | 31:46.3 | Pedro Caffa · Argentina       | 31:47.2 | Oscar Moreira · Uruguai      | 31:48.0 |
| Marcha atlética 20 km  | Delfo Cabrera · Argentina        | 1:06:52 | Oscar Moreira · Uruguai       | 1:07:02 | Eusebio Guiñez · Argentina   | 1:09:11 |
| 110 metros barreiras   | Alberto Triulzi · Argentina      | 14.5    | Manuel Aldunate · Chile       | 14.9    | Wilson Carneiro · Brasil     | 14.9    |
| 400 metros barreiras   | Hermenelindo Alberti · Argentina | 54.7    | Víctor Henríquez · Chile      | 55.4    | Carlos Hey · Brasil          | 55.5    |
| 4×100 metros estafetas | Peru                             | 42.3    | Argentina                     | 42.3    | Chile                        | 42.5    |
| 4×400 metros estafetas | Brasil                           | 3:19.7  | Argentina                     | 3:20.1  | Chile                        | 3:24.5  |
| Salto em altura        | Hércules Azcune · Uruguai        | 1.90    | Geraldo de Oliveira · Brasil  | 1.85    | Alfredo Jadresic · Chile     | 1.85    |
| Salto à vara           | Eduardo de Oca · Argentina       | 3.90    | Luis Ganoza · Peru            | 3.90    | Sinibaldo Gerbasi · Brasil   | 3.80    |
| Salto em comprimento   | Enrique Kistenmacher · Argentina | 7.37 =  | Carlos Vera · Chile           | 7.11    | Máximo Reyes · Peru          | 7.04    |
| Salto triplo           | Hélio da Silva · Brasil          | 15.26   | Geraldo de Oliveira · Brasil  | 15.03   | Adhemar da Silva · Brasil    | 14.79   |
| Arremesso de peso      | Julián Llorente · Argentina      | 14.44   | Nadim Marreis · Brasil        | 14.29   | Juan Kahnert · Argentina     | 14.25   |
| Lançamento de disco    | Emilio Malchiodi · Argentina     | 45.07   | Karsten Brödersen · Chile     | 44.76   | Manuel Consiglieri · Peru    | 44.14   |
| Lançamento do martelo  | Edmundo Zúñiga · Chile           | 50.67   | Emilio Ortiz · Argentina      | 48.22   | Manuel Etchepare · Argentina | 48.09   |
| Lançamento do dardo    | Ricardo Héber · Argentina        | 65.56   | Horst Walter · Argentina      | 60.17   | Efraín Santibáñez · Chile    | 57.59   |
| Decatlo                | Enrique Kistenmacher · Argentina | 6853    | Hércules Azcune · Uruguai     | 6205    | Eduardo Julve · Peru         | 6048    |
| Corta-Mato             | Adán Zárate · Peru               | 36:51.4 | Oscar Moreira · Uruguai       | 36:53.7 | Pedro Caffa · Argentina      | 36:56.0 |

### Feminino
| Evento                  | Ouro                       | Ouro  | Prata                     | Prata | Bronze                        | Bronze |
| ----------------------- | -------------------------- | ----- | ------------------------- | ----- | ----------------------------- | ------ |
| 100 metros              | Julia Sánchez · Peru       | 12.7  | Adriana Millard · Chile   | 12.8  | Benedita de Oliveira · Brasil | 12.8   |
| 200 metros              | Adriana Millard · Chile    | 25.8  | Melania Luz · Brasil      | 25.9  | Benedita de Oliveira · Brasil | 26.5   |
| 80 metros com barreiras | Wanda dos Santos · Brasil  | 11.7  | Marion Huber · Chile      | 12.2  | Eliana Gaete · Chile          | 12.3   |
| 4×100 metros estafetas  | Brasil                     | 49.2  | Chile                     | 50.8  | Argentina                     | 51.0   |
| Salto em altura         | Elizabeth Müller · Brasil  | 1.55  | Lelia Spuhr · Argentina   | 1.50  | Hilda Lassen · Brasil         | 1.50   |
| Salto em comprimento    | Wanda dos Santos · Brasil  | 5.53  | Adriana Millard · Chile   | 5.42  | Hilda Yamasaki · Peru         | 5.39   |
| Arremesso de peso       | Ingeborg Mello · Argentina | 11.58 | Elizabeth Müller · Brasil | 11.29 | Haydeé Valet · Argentina      | 11.12  |
| Lançamento de disco     | Ingeborg Mello · Argentina | 37.36 | Zita Brandt · Chile       | 36.28 | Ingeborg Pfüller · Argentina  | 36.05  |
| Lançamento do dardo     | Estrella Puente · Uruguai  | 37.74 | Gerda Martín · Chile      | 37.39 | Ingeborg Mello · Argentina    | 36.50  |

## Quadro de medalhas
| Ordem | País      | Medalha de ouro | Medalha de prata | Medalha de bronze | Total |
| ----- | --------- | --------------- | ---------------- | ----------------- | ----- |
| 1     | Argentina | 14              | 10               | 11                | 35    |
| 2     | Brasil    | 6               | 7                | 8                 | 21    |
| 3     | Chile     | 5               | 10               | 6                 | 21    |
| 4     | Peru      | 4               | 1                | 4                 | 9     |
| 5     | Uruguai   | 3               | 4                | 3                 | 10    |

Legenda
| Recorde mundial       | Recorde mundial (World record)               |                       | Recorde africano                      | Recorde africano (African) |                                           | Q | Classificado por posição (Qualified) |
| Recorde do campeonato | Recorde do campeonato (Championship record)  | Recorde da América    | Recorde da América (Americas)         | q                          | Classificado por melhor tempo (Qualified) |   |                                      |
| Melhor marca do ano   | Melhor marca do ano (World leading)          | Recorde asiático      | Recorde asiático (Asian)              | DNS                        | Não largou (Did not start)                |   |                                      |
| Recorde nacional      | Recorde nacional (National record)           | Recorde europeu       | Recorde europeu (European)            | DNF                        | Não terminou (Did not finish)             |   |                                      |
| Recorde pessoal       | Recorde pessoal do atleta (Personal best)    | Recorde da Oceania    | Recorde da Oceania (Oceania)          | DSQ / DQ                   | Desclassificado (Disqualified)            |   |                                      |
| Recorde da temporada  | Recorde da temporada do atleta (Season best) | Recorde sul-americano | Recorde sul-americano (South America) | NM                         | Sem marca (No mark)                       |   |                                      |